# Josafat Mendes
Josafat „Joe“ Wooding Mendes (* 31. Dezember 2002 in Solna) ist ein schwedischer Fußballspieler. Als Abwehrspieler stand er in seiner bisherigen Karriere bei AIK, Hammarby IF und Sporting Braga unter Vertrag.

## Sportlicher Werdegang
Mendes entstammt der Jugend des seinerzeit Stockholmer Klubs AFC United, den er Anfang 2014 in Richtung AIK verließ. Hier durchlief er die Jugendmannschaften und avancierte zum Juniorennationalspieler, im April 2018 nahm er mit der schwedischen U-16-Auswahlmannschaft an einem Vier-Nationen-Turnier teil und im Herbst des Jahres wurde er zu einem Lehrgang eingeladen.
Nachdem Mendes 2020 mit der Wettkampfmannschaft von AIK trainiert und an Testspielen teilgenommen hatte, aber ohne Pflichtspiel geblieben war, wechselte er Anfang 2021 zu Hammarby IF. Zunächst spielte er jedoch beim Farmteam Hammarby Talang FF in der drittklassigen Division 1, wo er sich jedoch schnell in der Defensive etablierte. Im Sommer unterzeichnete er einen Zwei-Jahres-Vertrag für die Wettkampfmannschaft von Hammarby. In der Qualifikation zur UEFA Europa Conference League 2021/22 debütierte er beim 3:1-Erfolg über NK Maribor im Europapokal, als er in der 90. Spielminute eingewechselt wurde. Bis Saisonende blieb dies sein einziger Einsatz in der A-Mannschaft, vornehmlich stand er weiters in der Division 1 auf dem Platz.
Im Dezember 2021 kehrte Mendes zu AIK zurück, wo er einen bis Ende 2025 gültigen Vertrag unterzeichnete. Unter Trainer Bartosz Grzelak gehörte er in der Folge regelmäßig zum Kader und rückte wieder in den Fokus des Svenska Fotbollförbundet, Ende Mai 2022 wurde er in die schwedische U-21-Auswahlmannschaft berufen.
Anfang 2023 verließ er sein Heimatland Schweden und schloss sich dem portugiesischen Verein Sporting Braga an. Kurz zuvor hatte er im Rahmen eines Freundschaftsspiels für die schwedische A-Nationalmannschaft debütiert.